# Xã Lower Merion, Quận Montgomery, Pennsylvania
Xã Lower Merion (tiếng Anh: Lower Merion Township) là một xã thuộc quận Montgomery, tiểu bang Pennsylvania, Hoa Kỳ. Năm 2010, dân số của xã này là 57.825 người.